# مرو (بلژیک)
شهر مرو (به فرانسوی: Meerhout) در شهرستان تورنو در استان آنتوئر در منطقه فلاندری در کشور بلژیک واقع شده‌است.